# Capi di Stato della Slovenia
Di seguito la lista dei capi di Stato della Slovenia a partire dal 1943. Il Presidente della Repubblica Slovena (in sloveno Predsednik Republike Slovenije), carica istituita nel 1991 dopo l'indipendenza dalla Repubblica Socialista Federale di Jugoslavia, è eletto a suffragio popolare diretto.

## Lista

### Repubblica Socialista di Slovenia
| Presidente                                                                          | Presidente                                                          | Presidente                                                          | Partito                                                                             | Carica                                                              | Carica                                                              |
| Presidente                                                                          | Presidente                                                          | Presidente                                                          | Partito                                                                             | Inizio                                                              | Fine                                                                |
| Presidente del Fronte di Liberazione del Popolo Sloveno (1943-1944)                 | Presidente del Fronte di Liberazione del Popolo Sloveno (1943-1944) | Presidente del Fronte di Liberazione del Popolo Sloveno (1943-1944) | Presidente del Fronte di Liberazione del Popolo Sloveno (1943-1944)                 | Presidente del Fronte di Liberazione del Popolo Sloveno (1943-1944) | Presidente del Fronte di Liberazione del Popolo Sloveno (1943-1944) |
| ----------------------------------------------------------------------------------- | ------------------------------------------------------------------- | ------------------------------------------------------------------- | ----------------------------------------------------------------------------------- | ------------------------------------------------------------------- | ------------------------------------------------------------------- |
|                                                                                     |                                                                     | Josip Vidmar (1895-1992)                                            | Partito Comunista di Slovenia                                                       | 3 ottobre 1943                                                      | 19 febbraio 1944                                                    |
| Presidente del Presidium del Concilio di Liberazione del Popolo Sloveno (1944-1945) |                                                                     |                                                                     |                                                                                     |                                                                     |                                                                     |
|                                                                                     |                                                                     | Josip Vidmar (1895-1992)                                            | Partito Comunista di Slovenia                                                       | 19 febbraio 1944                                                    | 1945                                                                |
| Presidente del Presidium dell'Assemblea del Popolo (1945-1953)                      |                                                                     |                                                                     |                                                                                     |                                                                     |                                                                     |
|                                                                                     |                                                                     | Josip Vidmar (1895-1992)                                            | Partito Comunista di Slovenia rinominato nel 1952 Lega dei Comunisti della Slovenia | 1945                                                                | Marzo 1953                                                          |
| Presidente dell'Assemblea del Popolo (1953-1974)                                    |                                                                     |                                                                     |                                                                                     |                                                                     |                                                                     |
|                                                                                     |                                                                     | Miha Marinko (1900-1983)                                            | Lega dei Comunisti della Slovenia                                                   | Dicembre 1953                                                       | 1962                                                                |
|                                                                                     |                                                                     | Vida Tomšič (1913-1998)                                             | Lega dei Comunisti della Slovenia                                                   | 1962                                                                | 1963                                                                |
|                                                                                     |                                                                     | Viktor Avbelj (1914-1993)                                           | Lega dei Comunisti della Slovenia                                                   | 1963                                                                | 1965                                                                |
|                                                                                     |                                                                     | Ivan Maček (1908-1993)                                              | Lega dei Comunisti della Slovenia                                                   | 1965                                                                | 1967                                                                |
|                                                                                     |                                                                     | Sergej Kraigher (1914-2001)                                         | Lega dei Comunisti della Slovenia                                                   | 1967                                                                | 1973                                                                |
|                                                                                     |                                                                     | Tone Kropušek (1928-2017)                                           | Lega dei Comunisti della Slovenia                                                   | 1973                                                                | 1974                                                                |
|                                                                                     |                                                                     | Marijan Brecelj (1910-1989)                                         | Lega dei Comunisti della Slovenia                                                   | 1974                                                                | 1974                                                                |
| Presidente della Presidenza della Repubblica Socialista di Slovenia (1974-1991)     |                                                                     |                                                                     |                                                                                     |                                                                     |                                                                     |
|                                                                                     |                                                                     | Sergej Kraigher (1914-2001)                                         | Lega dei Comunisti della Slovenia                                                   | Maggio 1974                                                         | Maggio 1979                                                         |
|                                                                                     |                                                                     | Viktor Avbelj (1914-1993)                                           | Lega dei Comunisti della Slovenia                                                   | Maggio 1979                                                         | 7 maggio 1982                                                       |
|                                                                                     |                                                                     | France Popit (1921-2013)                                            | Lega dei Comunisti della Slovenia                                                   | 7 maggio 1982                                                       | Maggio 1988                                                         |
|                                                                                     |                                                                     | Janez Stanovnik (1922-2020)                                         | Lega dei Comunisti della Slovenia, Partito del Rinnovamento Democratico             | Maggio 1988                                                         | 10 maggio 1990                                                      |
|                                                                                     |                                                                     | Milan Kučan (1941-)                                                 | Indipendente                                                                        | 10 maggio 1990                                                      | 23 dicembre 1991                                                    |

### Repubblica di Slovenia
| Presidente | Presidente | Presidente                 | Partito                                                                                 | Mandato          | Mandato          | Elezioni |
| Presidente | Presidente | Presidente                 | Partito                                                                                 | Inizio           | Fine             | Elezioni |
| ---------- | ---------- | -------------------------- | --------------------------------------------------------------------------------------- | ---------------- | ---------------- | -------- |
|            |            | Milan Kučan (1941-)        | Indipendente                                                                            | 23 dicembre 1991 | 22 dicembre 2002 | 1990     |
| 1992       |            | Milan Kučan (1941-)        | Indipendente                                                                            | 23 dicembre 1991 | 22 dicembre 2002 |          |
| 1997       |            | Milan Kučan (1941-)        | Indipendente                                                                            | 23 dicembre 1991 | 22 dicembre 2002 |          |
|            |            | Janez Drnovšek (1950-2008) | Democrazia Liberale di Slovenia (fino al 2006) Movimento per la Giustizia e lo Sviluppo | 22 dicembre 2002 | 22 dicembre 2007 | 2002     |
|            |            | Danilo Türk (1952-)        | Indipendente                                                                            | 22 dicembre 2007 | 22 dicembre 2012 | 2007     |
|            |            | Borut Pahor (1963-)        | Indipendente                                                                            | 22 dicembre 2012 | 22 dicembre 2022 | 2012     |
| 2017       |            | Borut Pahor (1963-)        | Indipendente                                                                            | 22 dicembre 2012 | 22 dicembre 2022 |          |
|            |            | Nataša Pirc Musar (1968-)  | Indipendente                                                                            | 22 dicembre 2022 | in carica        | 2022     |